# Malaguti

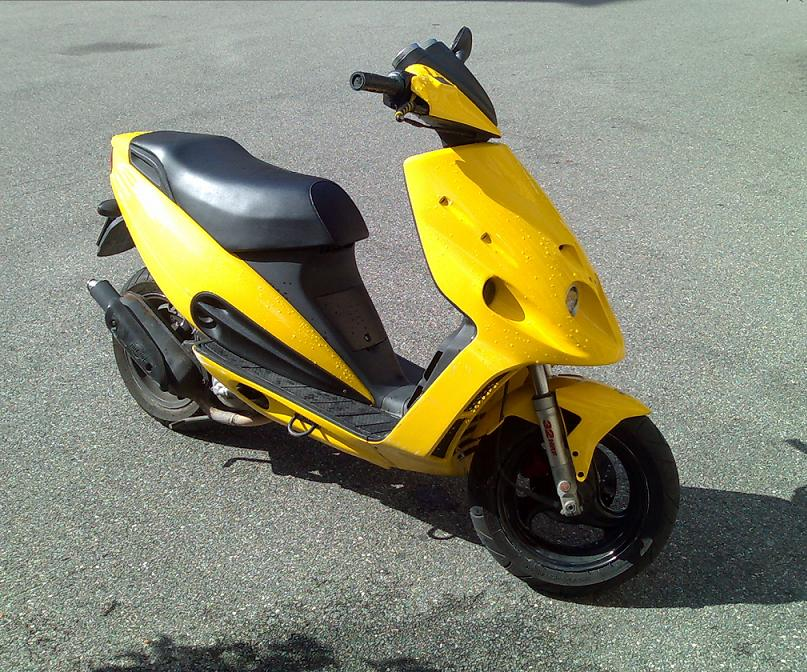
Malaguti Phantom F12 Motorroller

Malaguti war ein italienischer Hersteller von Motorrädern, Motorrollern und Mofas mit Sitz in San Lazzaro di Savena, außerhalb von Bologna. Heute wird Malaguti von der österreichischen KSR Group geführt, die unter der Marke Motorräder, Motorroller und E-Bikes vertreibt.
Zum 1. Januar 2025 waren in Deutschland 2928 Malaguti-Krafträder zum Straßenverkehr zugelassen, was einem Anteil von 0,1 Prozent entspricht.

## Geschichte
Die Firma wurde 1930 von Antonio Malaguti gegründet. Das Unternehmen stellte Motorroller und Motorräder von 49 bis 500 cm³ her, beschäftigte rund 270 Mitarbeiter, hauptsächlich in der einzigen Produktionsstätte in Castel San Pietro Terme, wo die Modelle seit jeher entwickelt, produziert und getestet wurden. Zeitweise agierte Malaguti auch als Hersteller für Fremdmarken, wie z. B. bei der Yamaha XT 125R. Im Herbst 2009 wurden Pläne für einen hybridbetriebenen Motorroller vorgestellt.
Da kein neuer Investor gefunden wurde, hat Malaguti die Produktion eingestellt und das Werk im November 2011 geschlossen.
2018 wurden die Markenrechte durch die österreichische KSR Group erworben. Auf der Motorradmesse EICMA 2018 präsentierte die KSR Group die erste Malaguti-Modellpalette unter ihrer Führung für 2019. Dazu zählten der Motorroller Madison 300, die Enduros XTM 125 und Dune 125, die Supermoto XSM 125, das Naked Bike Monte Pro 125 und der Supersportler RST 125. Die verbauten flüssigkeitsgekühlten Motoren wurden vom italienischen Motorradhersteller Aprilia entwickelt. Im Laufe des Jahres 2019 wurden mit der XTM 50, XSM 50 und Dune 125 X drei weitere Modelle präsentiert. Mit der Drakon 125 präsentierte Malaguti ein neues Modell im Naked-Bike-Segment. 2022 wurde auf der EICMA das Modell XAM vorgestellt, ein leichtes geländegängiges Motorrad, das die Lücke zwischen Motorrad und E-Bike schließen soll. Designt und entwickelt werden die Fahrzeuge im Entwicklungszentrum der KSR Group in Niederösterreich.

## Motorrad-Modelle
Naked Bikes
- Drakon
- Olympique
- Drakon 125 (ab 2022)
- Monte Pro 125 (2019–2020)
- Monte 125 Scrambler Anniversary Edition (2020)

### Supersportler
- GP 125
- RST 125 (2019–2020)

### Mofas/Mokicks
bis 50 cm³
- Fox (alt, Chopper)
- Ronco 21 (1977–1978)
- Ronco 25 (ab 1979)[7]
- Chopper CH25/CH40
- Olympic V4 25/40 (1979)
- Haccapi
- Drop
- Firebird
- Hombre

### Motorroller
bis 50 cm³
- Centro 50
- Phantom F12R LC
- Phantom F12R AC
- Malaguti F10 Jetline
- F10 WAP
- Ciak Master 50
- Firefox F15 LC
- Crosser CR1 AC
- Yesterday
- Warrior
- XSM 50 (2019–2021)

ab 50 cm³
- Spidermax RS 500

- Spidermax GT 500
- Password 250
- Madison3 250
- Madison3 125
- Centro 125
- Centro 160
- Blog 125
- Blog 160
- Ciak Master 125
- Madison 125 (ab 2019) XXXX
- Mission 125 (ab 2019)
- Mission 200 (ab 2022)
- Madison 300 (2019–2020)
- Madison 300 Anniversary Edition (2020)
- Spectre GP 125 (ab 2021)

### Enduros/Supermotos
- X3M Enduro 125
- XTM Enduro 50
- XSM
- X3M Motard 125
- XSM SuperMotard 50
- MGX
- MRX 50
- Cavalcone
- Monte
- Roncobilaccio Cross - CR 3 T
- Grizzly 10" CE (Kindermodell)
- Grizzly 12" CE (Kindermodell)
- Trial
- Dune 125 (2019–2021)
- Dune 125 ABS (2020–2021)
- Dune 125 X (ab 2019)
- Dune 125 X Black Edition (2019–2021)
- XSM 50 (2019–2021)
- XSM 125 (ab 2019)
- XTM 50 (2019–2021)
- XTM 125 (ab 2019)
- XAM (Konzept 2022)

### Quads
- Grizzly 4-wheels (ebenfalls für Kinder vorgesehen)